# Dyckia horridula
Dyckia horridula är en gräsväxtart som beskrevs av Carl Christian Mez. Dyckia horridula ingår i släktet Dyckia och familjen Bromeliaceae. Inga underarter finns listade i Catalogue of Life.